# Putsch de Múnich
Se conoce como Putsch de Múnich o Putsch de la Cervecería al fallido intento de golpe de Estado del 8 y 9 de noviembre de 1923 en Múnich, llevado a cabo por miembros del Partido Nacionalsocialista Obrero Alemán (NSDAP) y por el que fueron procesados y condenados a prisión Adolf Hitler y Rudolf Hess, entre otros dirigentes nazis.

## Preludio
Centenares de personas acudían a una de las más grandes cervecerías de Múnich, la Bürgerbräukeller, donde se reunían los primeros afiliados del naciente partido nazi; a principios de la década de 1920 cuando Hitler había tomado la jefatura del NSDAP desde 1921, partido político que rechazaba las condiciones del Tratado de Versalles de 1919 que había dado fin a la Primera Guerra Mundial y ponía a Alemania en una posición sumamente comprometida en lo económico, con fuertes sanciones territoriales y militares. En septiembre de 1923, Hitler anuncia la celebración de 14 reuniones con dirigentes de derecha. El primer ministro bávaro Eugen Ritter von Knilling declaró el estado de emergencia, nombró a Gustav von Kahr como comisario bávaro y colocó al general Otto von Lossow al frente de la Reichswehr.
Las intenciones de Hitler se vieron influidas por la Marcha sobre Roma, encabezada por Benito Mussolini en 1922. Hitler planeó utilizar Múnich como base de su lucha contra el gobierno de la República de Weimar y proclamar un estado rebelde en Baviera, iniciando una guerra contra la República para avanzar hasta Berlín.

### El partido nazi

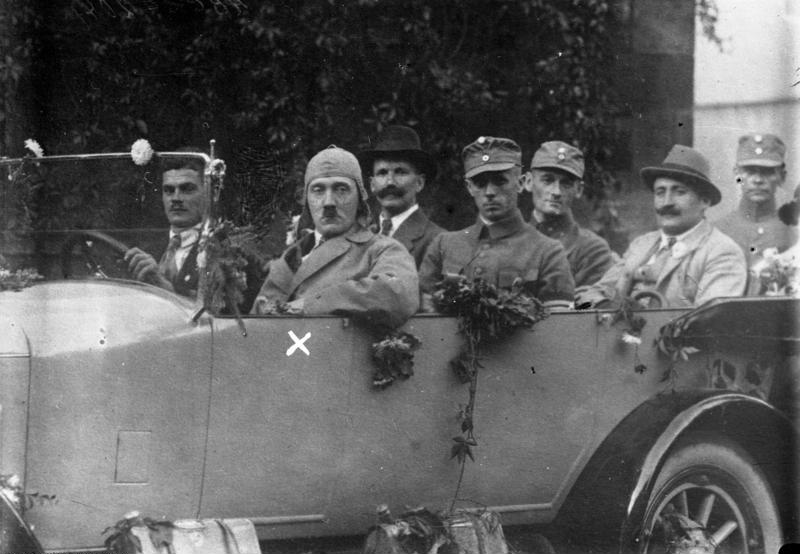
Adolf Hitler en una gira propagandística en 1923.

Adolf Hitler era el dirigente indiscutido del NSDAP desde el 29 de julio de 1921; agitador famoso en la región, apenas lo era en el resto del país. El partido contaba con una sección paramilitar desde 1920, la de gimnasia y deportes, creada y mandada por Ernst Röhm, que cambió de nombre para adoptar el de Sturmabteilung (SA) el octubre de 1921. Junto con otras organizaciones similares de derecha e izquierda, participó en la violencia de motivación política que aquejó a la República de Weimar durante sus primeros años, cuyo paradigma fue el asesinato de Walther Rathenau Hitler participaba en las acciones de la milicia del partido: tras una riña para impedir una reunión de los seguidores de la Bayernbund, una liga independentista bávara encabezada por Otto Ballerstedt, el 14 de septiembre de 1921, fue condenado en enero de 1922 por atentado a la libertad de reunión y por asalto y agresión a un corta pena de tres meses de cárcel con remisión de dos condicionados a su buena conducta en el futuro.
Hitler reforzó la filas del partido entre 1921 y 1923, en el que ingresó entre otros Julius Streicher, jefe de una importante organización nacionalista de Franconia, Hermann Göring, que se hizo con el mando de las SA en 1922,  Max Erwin von Scheubner-Richter, diplomático con muchas relaciones y, merced a la mediación de Max Amann, Ernst Hanfstaengl, miembro de la alta burguesía muniquesa que aseguró la financiación del partido. Los fondos que este recabó le permitieron a la organización intensificar la propaganda mediante la publicación del Völkischer Beobachter. Gracias a Rudolf Hess, Hitler fue recibido además por Erich Ludendorff en 1921, y luego, merced a Göring, estableció contacto, si bien poco trascendentes, con Hans von Seeckt y Otto von Lossow.. Se encontró también con Gustav von Kahr a comienzos de mayo, por petición de este, sin que la entrevista llevase a acuerdo alguno: cada uno intentó neutralizar al otro y a utilizarlo en su favor.

Benito Mussolini durante la marcha sobre Roma.

La marcha sobre Roma de Benito Mussolini del 28 de octubre de 1922 convenció a Hitler de poder hacer lo mismo en Alemania. La ocupación franco-belga de Renania y del Ruhr debida al retraso en el pago de las indemnizaciones bélicas impuestas al país en el Tratado de Versalles reforzó esta convicción: la ocupación había desatado una ola nacionalista en el país, un movimiento de resistencia pasiva favorecido por el Gobierno de Wilhelm Cuno, y una serie de choques y atentados como el de Albert Leo Schlageter. Temiendo que la actitud gubernamental y la protesta popular le privasen de apoyo, Hitler culpó de la ocupación a los «criminales de noviembre» y prohibió a sus seguidores que participasen activamente en la resistencia al ocupante en nombre de la unidad nacional. Esta actitud disgustó intensamente al Gobierno bávaro y a la Reichswehr. Pese a ello, la ocupación del Ruhr permitió al partido crecer en treinta y cinco mil afiliados entre febrero y noviembre de 1923; en este último mes la formación contaba con cincuenta y cinco mil miembros y comenzó a suscitar sospechas de maquinar un golpe de Estado.
La crisis económica y la hiperinflación también favorecieron al partido nazi: en enero de 1923, un dólar estadounidense equivalía a 17 972 marcos alemanes, mientras que en agosto ya se cambiaba por 4 620 455, en septiembre por 98 860 000, en octubre por 25 260 280 000 y en noviembre alcanzó los 4 200 000 000 000. En 1923, el partido nazi era ya el principal de  Baviera, no por número de seguidores, sino por su naturaleza y potencial, su papel de catalizador y su capacidad de radicalización.. Era el partido más dinámico y el mejor organizado para movilizar a la población. No contaba aún, sin embargo, con los medios para alcanzar sus fines. Por ello y por iniciativa de Hitler, se coligó con otras organizaciones nacionalistas en la Arbeitsgemeinschaft, para impedir por la fuerza el desfile de las fuerzas de izquierda durante el primero de mayo. El plan, no obstante, fracasó, puesto que la policía impidió la acción de las milicias de la Arbeitsgemeinschaft.

### La radicalización de Baviera

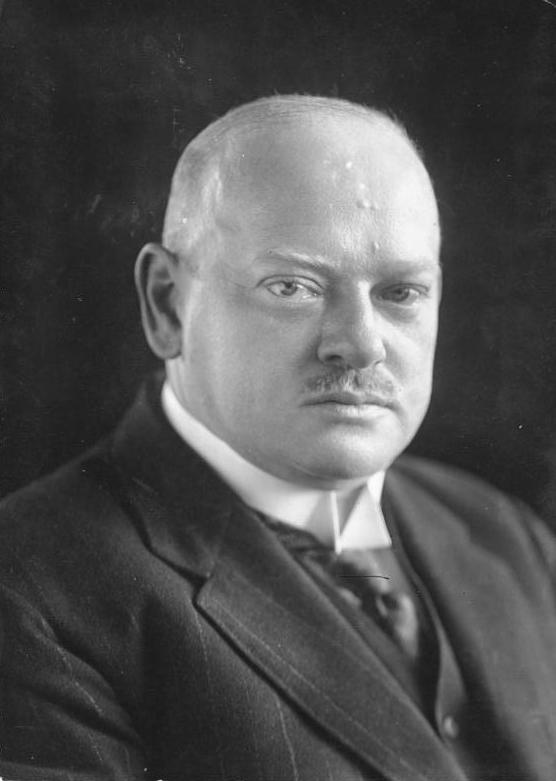
Gustav Stresemann en 1925.

El nuevo Gobierno nacional de Gustav Stresemann aceptó finalmente cumplir con las disposiciones del Tratado de Versalles con el objetivo de restablecer el orden en el país, medida que para los nacionalistas supuso una traición. Para evitar un alzamiento, el Gobierno bávaro nombró el 26 de noviembre de 1923 comisario general al Gustav von Kahr, al frente de un triunvirato del que también formaban parte el jefe del Ejército bávaro, Otto von Lossow, y el de la Policía, Hans Ritter von Seisser; el triunvirato prohibió una serie de reuniones del partido nazi previstas para el día siguiente y que tenían por objetivo el derrocamiento del Gobierno berlinés. Sin embargo, esto no impidió el choque entre autoridades nacionales y regionales y entre civiles y militares: Stresemann solicitó en vano al presidente Friedrich Ebert que proclamase el estado de excepción, las tropas de la Reichswehr destinadas en Baviera al mando de Von Lossow desobedecieron las órdenes del jefe del Ejército Hans von Seeckt, y tomaron partido por Von Kahr. Von Lossow, por su parte, se negó a acatar la orden que le obligaba a prohibir la publicación del Völkischer Beobachter, periódico del partido nacionalsocialista, gesto que hizo que Von Seeckt afirmase el 22 de octubre que el Gobierno bávaro se entrometía en el mando de las Fuerzas Armadas, conculcando así la Constitución. Von Seeckt pretendía implantar en Berlín una dictadura «legal» para mitigar la crisis, proyecto que Stresemann rechazó a costa de perder el respaldo del ejército.
Adolf Hitler y Erich Ludendorff participaron el 1 y el 2 de septiembre en Núremberg en el Deutscher Tag, en el que unos cien mil paramilitares nacionalistas desfilaron durante más de dos horas; muchos de ellos eran miembros de la Reichsflagge de Ernst Röhm. Tras el desfile, el NSDAP, la Bund Oberland y la Reichsflagge se unieron, por iniciativa de Ernst Röhm, en la Deutscher Kampfbund (Liga de Combate Alemana), cuyo mando otorgaron a Hermann Kriebel, mientras que la gestión quedó en manos de Max Erwin von Scheubner-Richter y la dirección política en las de Hitler, con escaso poder real en la nueva coalición.. El rumor de una «marcha sobre Berlín» se extendió el 3 de noviembre.. Von Seeckt comunicó al ministro del Interior que no tenía intención de tomar acción alguna contra el Ejército bávaro, actitud pasiva que ya había adoptado durante el golpe de Estado de Kapp.

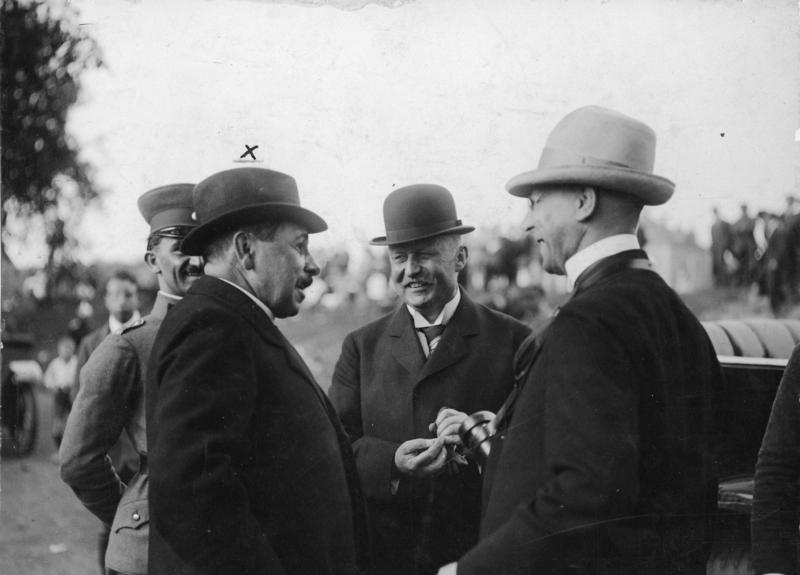
Gustav von Kahr (izquierda).

Las negociaciones se sucedieron entre octubre y principios de noviembre, al tiempo que crecía la radicalización; el 20 de octubre Von Kahr declaró que Baviera era entonces la «fortaleza de la germanidad amenazada».. Las autoridades bávaras trataban con organizaciones nacionalistas berlinesas como la de los Cascos de Acero, con el objetivo de derrocar al Gobierno federal,, sin que por ello el primer ministro nacional, Streseman, siguiese buscando el entendimiento con ellas. Las negociaciones, sin embargo, no fructificaron.
Hitler se reunió con Von Lossow a mediados de octubre; el general había criticado duramente a los nazis en una reunión de oficiales, pero la entrevista con Hitler le hizo cambiar de opinión y mostrarse dispuesto a respaldar las acciones nacionalistas de este, como comunicó a sus oficiales poco después. Hitler expuso su posición política a Seisser el 24 de octubre, al tiempo que Von Lossow negociaba a sus espaldas con los dirigentes militares de las organizaciones nacionalistas. Al día siguiente, 25 de octubre, Hitler y el doctor Weber, jefe de la organización paramilitar Oberland, se reunión con Seisser y Von Lossow; Hitler les expuso su proyecto de implantar un directorio en el que participaría junto con Ludendorff, y los propios Von Lossow y Seisser, pero del que quedaría excluido Von Kahr; les aseguró también que era consciente de no poder emprender acción alguna sin la colaboración de la policía y el ejército. Las negociaciones continuaron durante varios días, pero no dieron fruto.
Von Kahr, Von Lossow y Seisser organizaron una reunión el 5 de noviembre con los responsables de la Kampfbund, la agrupación de milicias nacionalistas, sin el concurso de Hitler. En ella dejaron clara la intención de impedir por la fuerza si era necesario toda intentona de golpe en Baviera, posición que reiteraron el día 8 en una reunión entre Von Kahr y Ludendorff: el derrocamiento, en su opinión, debía originarse en Berlín y no en Múnich.

## El putsch

### Los preparativos

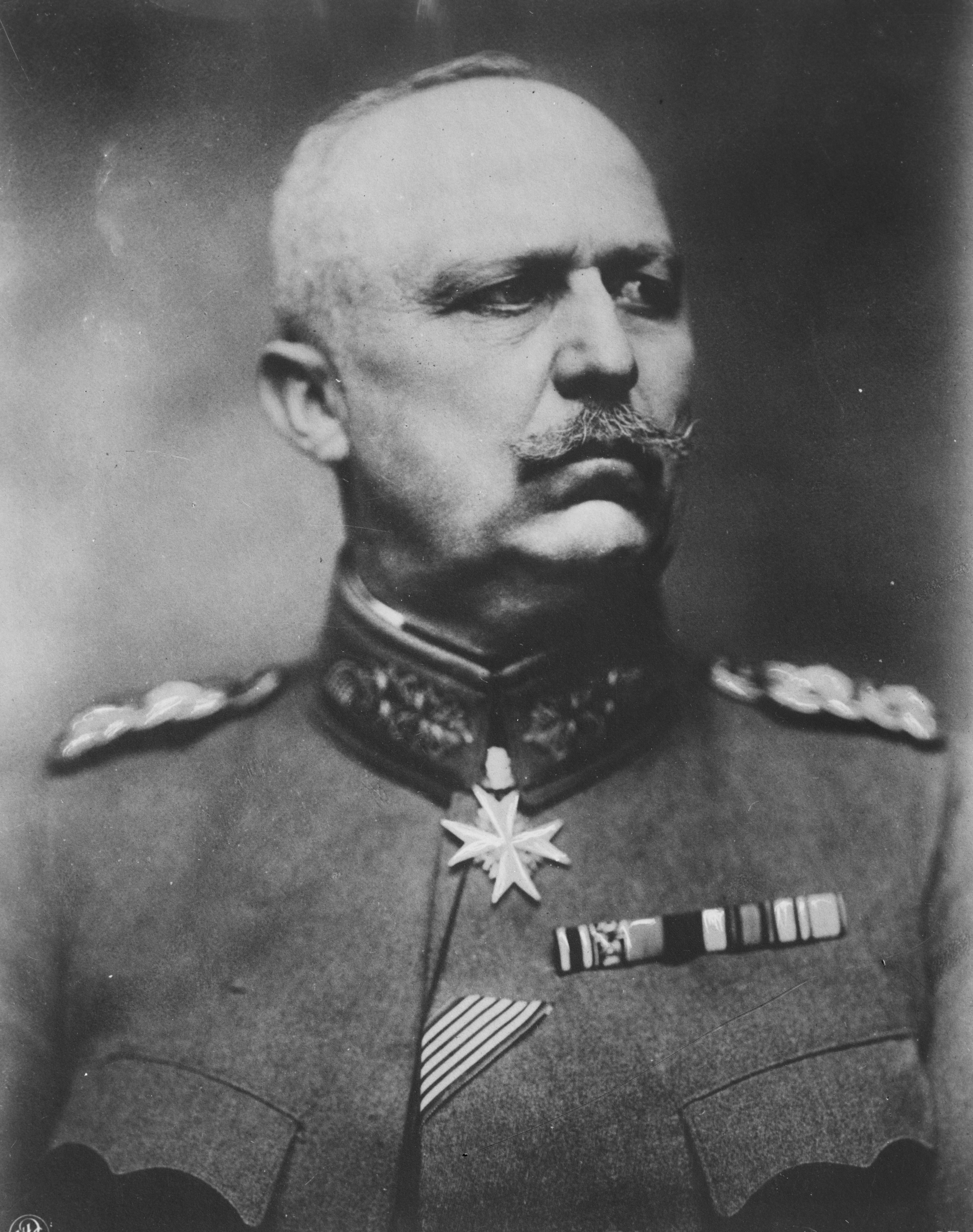
Erich Ludendorff, retratado de uniforme y luciendo la condecoración Pour le Mérite.

Temiendo que lo abandonasen los paramilitares si continuaba la falta de acción contra el Gobierno federal o que se le adelantasen las autoridades bávara, Hitler mantenía los contactos con estas. Sin embargo, apoyado por Ludendorff, hábil militar pero ignorante político, decidió dar un golpe en una fecha escogida tanto por la urgencia del momento como por su valor simbólico: el 9 de noviembre, aniversario de la proclamación de la república en 1918.
Preparó el golpe (putsch) entre el 6 y el 7 de noviembre; la mañana de este último se reunió con Weber, Ludendorff, Göring, Scheubner-Richter y Kriebel, responsable militar de la Kampfbund. El golpe debía llevarse a cabo en Múnich, pero también en las demás principales ciudades bávaras: Ratisbona, Augsburgo, Ingolstadt, Núremberg y Wurzburgo. Las bandas armadas nacionalistas debían apoderarse de las estaciones de ferrocarril, las centrales de telégrafo y teléfono, de las estaciones de radio, de los edificios públicos y de la comisarías y detener a los dirigentes socialistas y comunistas y a los representantes de los sindicatos. Los confabulados disponían en Múnich de un máximo de cuatro mil hombres, de los que menos de la mitad pertenecían al partido nazi o a las SA; tendrían que hacer frente a dos mil seiscientos policías y soldados, mejor encuadrados y armados que ellos y con reservas.
Los preparativos suscitaron nuevos rumores sobre la inminencia de un intento de tomar el poder, que siguieron a los de agosto y septiembre: Lossow los tomó por ciertos y ordenó a sus lugartenientes que aplastasen todo intento de golpe de Estado; mencionó específicamente a Hitler como probable instigador. Por el contrario, Seisser confió en la garantía que le había dado Ludendorff y no tomó medida alguna, mientras que Von Kahr, convencido de que Hitler y Ludendorff no actuarían sin advertirle, solicitó que las medidas de seguridad para la reunión prevista en el Bürgerbräukeller para el 8 de noviembre fuesen lo más discretas y mínimas posible.

### Golpe en la cervecería

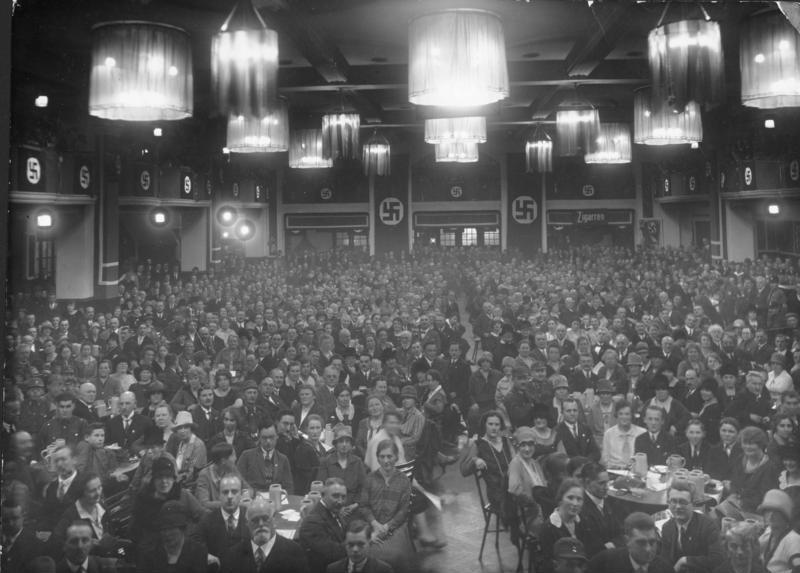
Reunión nazi en el Bürgerbräukeller, en torno a 1923.

Kahr llegó a la cervecería muniquesa Bürgerbräukeller hacia las siete de la tarde del 8 de noviembre, acompañado de Von Lossow y Von Seisser. El dispositivo de seguridad era escaso, conforme a las órdenes que había dado Von Kahr: lo formaban doce agentes de la policía criminal situados en el interior del local, otros treinta de la Hauptwache (policía de reserva) en el exterior asegurando el orden y otro grupo, mayor, situado a varios centenares de metros. La sala de la cervecería se llenó pronto y las puertas se cerraron en torno a las siete y cuarto. El público que había acudido al acto lo componían unas tres mil personas,, entre ellas destacados políticos, mandos policiales y militares bávaros, burgueses y miembros de las profesiones liberales. Hitler llegó al lugar poco después de las ocho, que ya estaba rodeado por los curiosos. Sorprendido por la afluencia de público, ordenó a la policía que lo dispersase; tras recibir refuerzos, los policías despejaron los accesos a la sala de la cervecería y despacharon nuevamente a los agentes que habían llegado a participar en la labor a su cuartel. Los primeros camiones llenos de miembros de las SA llegaron hacia las ocho y diez; veinte minutos después aparecieron los stosstruppe.
Al poco de haber empezado su discurso, pasadas las ocho y media de la tarde, cuando afirmaba que «El hombre más enérgico, incluso con los mayores poderes, no puede salvar al pueblo si no recibe el apoyo eficaz de este, inspirado por el espíritu nacional», Von Kahr se vio interrumpido por un gran alboroto: un grupo de hombres armados, encabezado por Hitler que portaba una pistola irrumpió en la sala y colocó una ametralladora en la entrada. Hitler y algunos de sus hombres alcanzaron con dificultad el estrado atravesando lentamente la multitud que abarrotaba el local; para acallar el bullicio, Hitler disparó al aire. Se dirigió al público hacia las nueve menos cuarto, declarando: 

Ha estallado la revolución nacional. Seiscientos hombres armados ocupan la sala. Si no se restablece la calma de inmediato, se colocará una ametralladora sobre la galería. El Gobierno bávaro queda destituido y se ha formado un gabinete provisional.

Para presumir e impresionar a los presentes, indicó también que los cuarteles de la Reichswehr y de la policía regional habían sido ocupados y que tanto el ejército como la policía marchaban ya bajo los estandartes de la cruz gamada.
Hitler llevó a Von Kahr, Von Lossow y Von Seissler a una sala lateral que había reservado previamente para ello Hess. Allí les explicó que pretendía asumir la presidencia del nuevo Gobierno, del que formarían parte Ludendorff —que no había llegado aún a la cervecería— en calidad de jefe del Ejército, Von Lossow como ministro de la Reichswehr y Von Seisser al frente de la Policía; Von Kahr sería nombrado regente de Baviera. La meta del nuevo Gobierno sería organizar la marcha sobre Berlín para derrocar al federal. El triunvirato y los golpistas negociaron en un ambiente de gran tensión y presión; los triunviros trataron de alargar las conversaciones. Aunque no había logrado el acuerdo con ellos, Hitler volvió a la sala principal tras un cuarto de hora y declaró a la multitud que en diez minutos habría concierto entre las partes y volvió la salita lateral. Göring siguió encargado de mantener el orden en la habitación principal. Se oían en la salita los gritos de Heil! Heil! provenientes de la pieza principal; al poco llegó Ludendorff, que expresó su conformidad con el plan de Hitler: «Se trata de la patria y de la gran causa nacional del pueblo alemán, por lo que no puedo hacer otra cosa que aconsejarles que se se unan a nosotros, colaboren», afirmó. Uno tras otro, Von Lossow, Von Seisser y Kahr aceptaron finalmente la propuesta. Volvieron a la tribuna junto con los confabulados y unos y otros expresaron su apoyo mutuo: Hitler enardeció a los presentes con una arenga contra los «criminales de noviembre».. El discurso hitleriano y las breves intervenciones de los triunviros desataron una gran ovación general del público, al que se le permitió a continuación abandonar el lugar, salvo un grupo que quedó rehén, entre los que se contaron miembros del Gobierno derrocado y los principales mandos de la policía muniquesa, a los que Rudolf Hess retuvo por indicación de Hitler.
En la tarde del 8 de noviembre de 1923, Hitler, junto con un contingente de las SA, llegó a la cervecería Bürgerbräukeller donde el gobernador de Baviera, Gustav von Kahr, pronunciaba un discurso delante de tres mil personas. Cerca de seiscientos hombres de las SA bloquearon las salidas. Hitler, rodeado por sus copartidarios Hermann Göring, Alfred Rosenberg y Rudolf Hess, entró por la puerta delantera a las 20:30 horas, disparó un tiro al techo y saltó sobre una silla gritando: «¡La revolución nacionalista ha comenzado!».
De inmediato se declaró un gobierno provisional en la misma cervecería. Los cuarteles de la Reichswehr (el ejército de la República de Weimar) y los de la Policía fueron ocupados por partidarios del golpe, no necesariamente nazis. Hitler y algunos de sus correligionarios tomaron como rehenes al Comisario de Baviera, Gustav von Kahr, y a sus dos hombres más importantes, von Lossow y von Seisser.

### Sucesos en el resto de la ciudad
Si los acontecimientos siguieron el plan de los confabulados en la cervecería, en el resto de la ciudad pronto lo inadecuado de los preparativos fue evidente. Wilhelm Frick, jefe del departamento político de la jefatura de policía, había logrado paralizar la acción policial; gran parte del cuerpo era, en todo caso, afecto a la causa nacionalista. Ernst Röhm había ocupado el Wehrkreis (cuartel general de la región militar) hacia las diez de la noche, pero tardó una hora y media más en despachar un destacamento a apoderarse también de la central telefónica, lo que permitió a las autoridades legales solicitar auxilio a las fuerzas militares acuarteladas en el resto de la provincia.

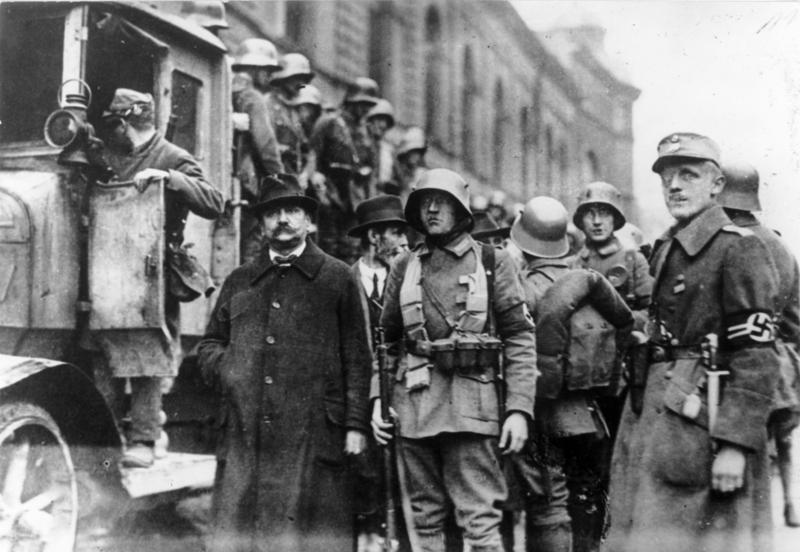
Milicianos nazis durante el golpe de Estado.

Hitler, que confiaba en el apoyo de la Reichswehr, de las autoridades y de la población en general al golpe y al plan de avance contra Berlín, descuidó la ocupación de la central telefónica, las estaciones de ferrocarril, los ministerios y los cuarteles, que quedaron en consecuencia en poder de las autoridades bávaras.
Mientras Hitler se hallaba ausente de la cervecería para tratar de apoderarse de armamento para algunos de sus partidarios, Ludendorff autorizó a Von Kahr, Von Lossow y Von Seisser a abandonar el lugar y volver a sus casas. En vez de hacerlo, se pusieron de inmediato en contacto con el ejército, la policía y los medios de comunicación para denunciar el golpe de Estado, que afirmaron haber tenido que apoyar mediante amenazas, e intentar desbaratarlo.
Los golpistas estaban mal organizados: el tercer batallón del regimiento muniqués de las SA se había armado con tres mil fusiles que habían escondido en el monasterio franciscano de la plaza de Santa Ana, pero luego permaneció pasivo, a excepción de uno de sus pelotones. Uno de los grupos confabulados, el de la Oberland, no consiguió rodear el cuartel del 19.º Regimiento de Infantería ni hacerse con armas en él o en el de ingenieros. Por su parte, Röhm, tras haberse adueñado del Wehrkreiskommando, intentó en balde hacer lo propio con el cuartel general de la ciudad. La mayoría de los cadetes de la escuela militar de infantería se sumaron al golpe, pero no la de la 7.ª División de la misma arma.
Von Kahr, Von Lossow y Von Seisser se habían refugiado en el cuartel del 19.º Regimiento y desde allí radiaron un mensaje a todas las estaciones de radio alemanas en torno a las tres de la madrugada en el que condenaron el golpe de Estado. Por añadidura, Von Lossow ordenó a varias unidades del Ejército bávaro que se encaminasen a Múnich para aplastarlo.. Gustav Stresemann condenó la intentona tan pronto tuvo conocimiento de ella y declaró alta traición cualquier colaboración con los golpistas.
Al amanecer del 9 de noviembre, las fuerzas del comandante de las SA Ernst Röhm (entre las que se encontraba un joven Heinrich Himmler), siguiendo órdenes de Hitler, ocuparon el Ministerio de Defensa bávaro y se enfrentaron a las fuerzas gubernamentales, sufriendo dos bajas. Mientras tanto, los tres hombres del gobierno retenidos en la Bürgerbräukeller fueron liberados bajo palabra de compromiso con la «revolución nacional» por un ingenuo Erich Ludendorff. Los tres gobernantes, inmediatamente después de ser liberados, dieron órdenes a la Policía de acabar con la revuelta y se mostraron firmes en sus puestos. Ante esta situación, Ludendorff propone marchar al centro de la ciudad para tomarla, seguro de que su presencia inhibiría a soldados y policías de cualquier acción represiva; no muy convencido, Hitler accedió. 

### La marcha hacia la Feldherrnhalle y fracaso

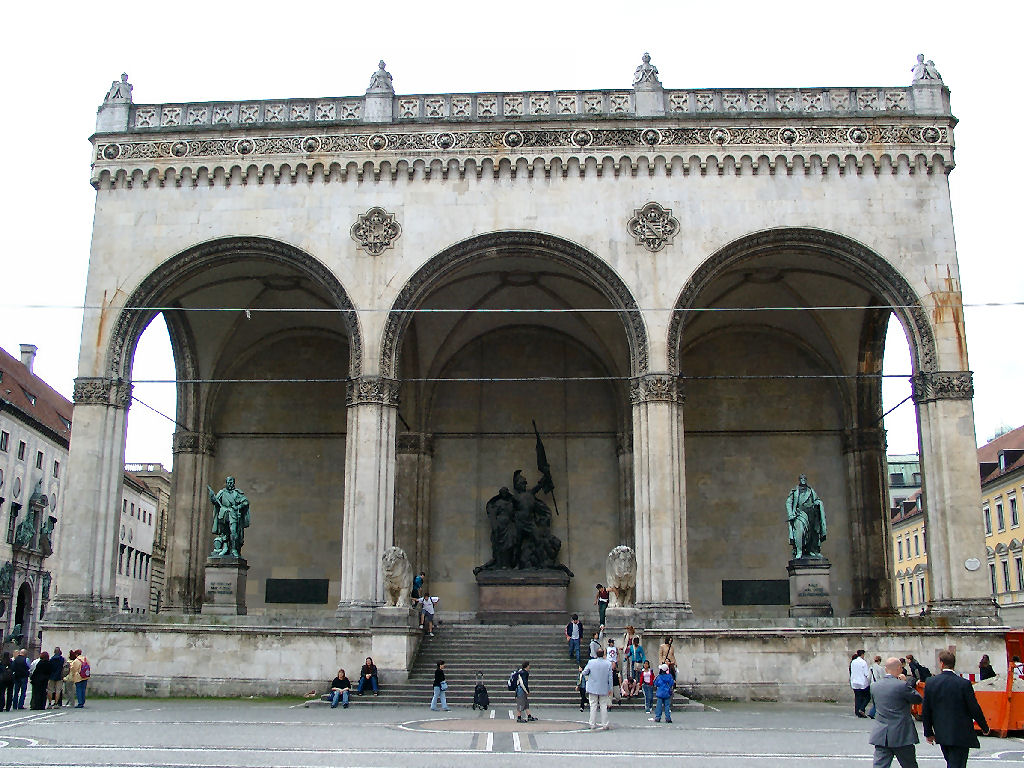
La Feldherrnhalle, objetivo de los golpistas.

La mañana del 9 de noviembre quedó claro que las fuerzas armadas y la policía se mantenían fundamentalmente leales a las autoridades legales. En el resto de Baviera los conatos de rebelión habían fracasado rápidamente o ni siquiera habían llegado a producirse. Pese a que el golpe de Estado parecía haber fracasado, reinaba todavía la confusión en Múnich: desde el alba, la ciudad estaba cubierta de proclamas contradictorias en pasquines tanto de los golpistas como de las autoridades bávaras.
A últimas horas de la mañana, Hitler y Ludendorff, convencidos de que la Reichswehr no dispararía al «estratega de la Primera Guerra Mundial» reunieron a unos dos mil partidarios y se dirigieron hacia el centro de la ciudad. Encabezaban la marcha de doce en fondo Hitler y Ludendorff, seguidos de los miembros de la Stosstruppe, los de las SA y los de la Liga Oberland; tras estos iban los cadetes de la escuela de infantería y los jinetes de la SA, que no habían participado en acción alguna desde el comienzo del pronunciamiento.. Una multitud aclamó a la columna, que logró desbaratar una primera barrera policial en el Ludwigsbrücke (un puente sobre el Isar). Los manifestantes llegaron cerca de la Feldherrnhalle pasadas las doce y media de la mañana; allí les esperaba un nuevo destacamento policial. Un tiroteo entre manifestantes y policías desbarató la marcha; los autores concuerdan en que se desató por un único disparo, pero no sabe si este provino de las filas de la policía o de los golpistas. Göring fue herido de gravedad en el muslo, Max Erwin von Scheubner-Richter cayó muerto y a Hitler se le descoyuntó el hombro. Cuatro policías murieron en la refriega y dieciséis manifestantes, cinco de ellos de la Stosstruppe, la guardia del Führer que luego se transformó en las SS. De este episodio surgió el mito de la Blutfahne, la bandera manchada supuestamente con la sangre de Ulrich Graf, uno de los guardaespaldas de Hitler que se cree que lo protegió de los proyectiles policiales, salvándole la vida. La policía detuvo inmediatamente después a Ludendorff y Streicher entre otros cabecillas; Göring por su parte, logró escapar. Hitler huyó tras los primeros disparos, pero fue finalmente arrestado el 11 de noviembre en una casa de campo de Ernst Hanfstaengl en la que se había ocultado.

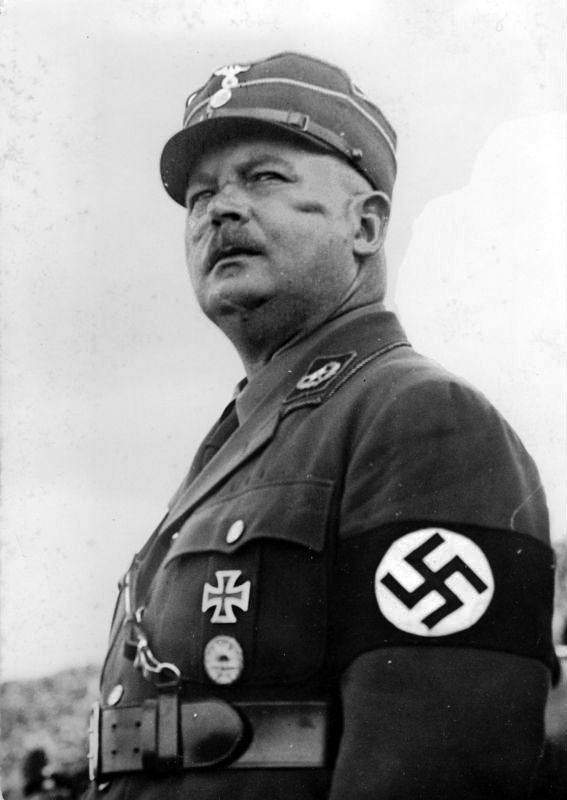
Ernst Röhm.

Ernst Röhm, cuyo abanderado era Heinrich Himmler, estaba rodeado por tropas de la Reichswehr venidas de Augsburgo en el edificio de la capitanía de la región militar; exigió a los generales Franz von Epp y Jakob von Danner, que habían pedido que capitulase, que le presentasen la orden correspondiente de Ludendorff. Sin embargo, aceptó finalmente la oferta de Von Danner de abandonar la posición con honores militares tras enterarse del desbaratamiento de la marcha hacia la Feldherrnhalle y de la detención de Ludendorff; los golpistas fueron desarmados pero pudieron abandonar sin más el edificio, salvo Röhm que fue arrestado al punto.
Unos 2500 hombres marcharon directamente hacia la Marienplatz, la plaza donde se encuentra el Ayuntamiento de Múnich, y allí se toparon con una importante masa de gente que había salido a la calle enterada del altercado. Tras unos minutos de desconcierto ante semejante aglomeración, Ludendorff decidió que se continuara caminando hacia el Ministerio de Defensa y así encontrarse con los hombres de Röhm, para lo cual había que atravesar la Odeonsplatz (Plaza del Odeón). A lo largo del camino se iban uniendo más personas apoyando a Hitler y el putsch. Sin embargo, una vez arribada la marcha a la entrada de la Odeonsplatz, justo a la altura del Feldherrnhalle (monumento a los generales alemanes de las guerras patrias) se encontraron con un grupo de policías que les bloqueaban el paso. Ambos grupos de hombres armados quedaron frente a frente durante unos segundos, hasta que de pronto sonó un disparo y comenzó un importante tiroteo. Hitler y Göring fueron heridos, el último pudo escaparse. Nunca quedó claro quién disparó primero.
Hitler se refugió en casa de un amigo, Putzi Hanfstaengl, donde incluso planeó suicidarse, pensando que sería fusilado por las autoridades. Pasó dos noches escondido en el ático de Hanfstaengl y a la tercera noche, la Policía llegó y lo arrestó. Fue llevado a la prisión de Landsberg, donde supo que iba a ser juzgado por alta traición.

## Mártires del Feldherrnhalle
Los catorce militantes nazis muertos por la Policía en la Feldherrnhalle y los dos miembros de la liga paramilitar nacionalista Reichskriegerflagge caídos frente al Ministerio de Defensa bávaro fueron considerados mártires y héroes del movimiento nacional-socialista. Después de 1933 sus restos fueron trasladados hasta el mismo Panteón de los Héroes de la Odeonplatz y se les rendía respeto y culto cada 9 de noviembre. La frase Und Ihr habt doch gesiegt! («Y sin embargo, ¡triunfásteis!») se hizo de uso obligatorio en la mitología nazi del heroísmo.
Estos fueron:
- Allfarth, Félix, comerciante.
- Bauriedl, Andreas, sombrerero.

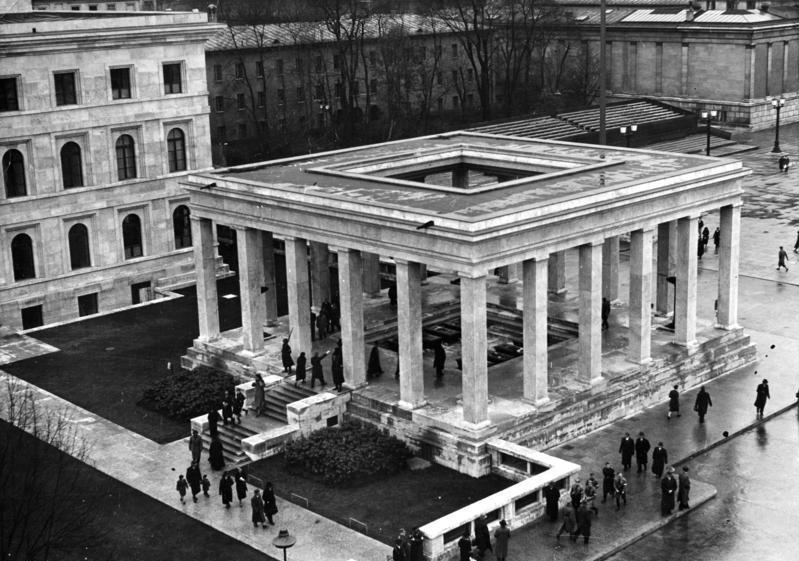
Monumento nazi erigido a sus muertos durante el Putsch.

- Casella, Theodor, empleado bancario.
- Ehrlich, Wilhelm, empleado bancario.
- Faust, Martin, empleado bancario.
- Hechenberger, Anton, cerrajero.
- Körner, Oskar, comerciante (vicepresidente del NSDAP).
- Kuhn, Karl, empleado de hotel.
- Laforce, Karl, estudiante de ingeniería.
- Neubauer, Kurt, criado.
- von Pape, Klaus, comerciante.
- von Der Pforten, Theodor, secretario del Tribunal Regional Superior.
- Dr. von Scheubner-Richter, Max Erwin, doctor en ingeniería.
- Rickmers, Johann, excapitán de caballería.
- von Stransky, Lorenz Ritter, ingeniero.
- Wolf, Wilhelm, comerciante.

También resultaron muertos cuatro policías en el tiroteo:
- Friedrich Fink
- Nikolaus Hollweg
- Max Schobert
- Rudolf Schraut

## Conclusión

### Juicio
El juicio a los cabecillas del pronunciamiento por alta traición y la muerte de cuatro agentes de policía, crímenes que se castigaban con la pena de muerte duró del 26 de febrero al 1 de abril de 1924 y algunas sesiones se celebraron a puerta cerrada. Las autoridades bávaras obtuvieron permiso para que el juicio se llevase a cabo en el tribunal popular de Múnich y no en el del Reich sito en Leipzig, con el fin de controlar más estrechamente el desarrollo de las intervenciones.
Tanto los fiscales como los jueces mostraron una clara simpatía por los acusados y se esforzaron por excluir de los hechos que se juzgaban a Ludendorff. El presidente del tribunal, Neithardt,, consideraba que Ludendorff era «la única baza de Alemania». Se evitó que algunos testigos cruciales declarasen y se dejaron de presentar algunas pruebas fundamentales, esencialmente para soslayar la complicidad de Von Kahr, Von Lossow, Von Seiser y de la Reichswehr con el proyecto de derrocamiento del Gobierno nacional de Berlín. Este ambiente favorable le permitió a Hitler transformar el juicio en una operación propagandística, «un carnaval político»,, en el que dio verdaderos discursos. Si ante la policía había presentado un aspecto penoso, en el juicio demostró una aplastante superioridad oratoria respecto del resto de participantes. El fiscal principal llegó a afirmar: «Hitler es un hombre dotadísimo que, con poco, ha alcanzado merced a su seriedad y a su trabajo incansable una posición respetada en la vida pública. Se ha sacrificado totalmente a las ideas que lo imbuyen y ha cumplido plenamente su deber de soldado. No podemos reprocharse haber aprovechado en beneficio propio la situación que se ha labrado».

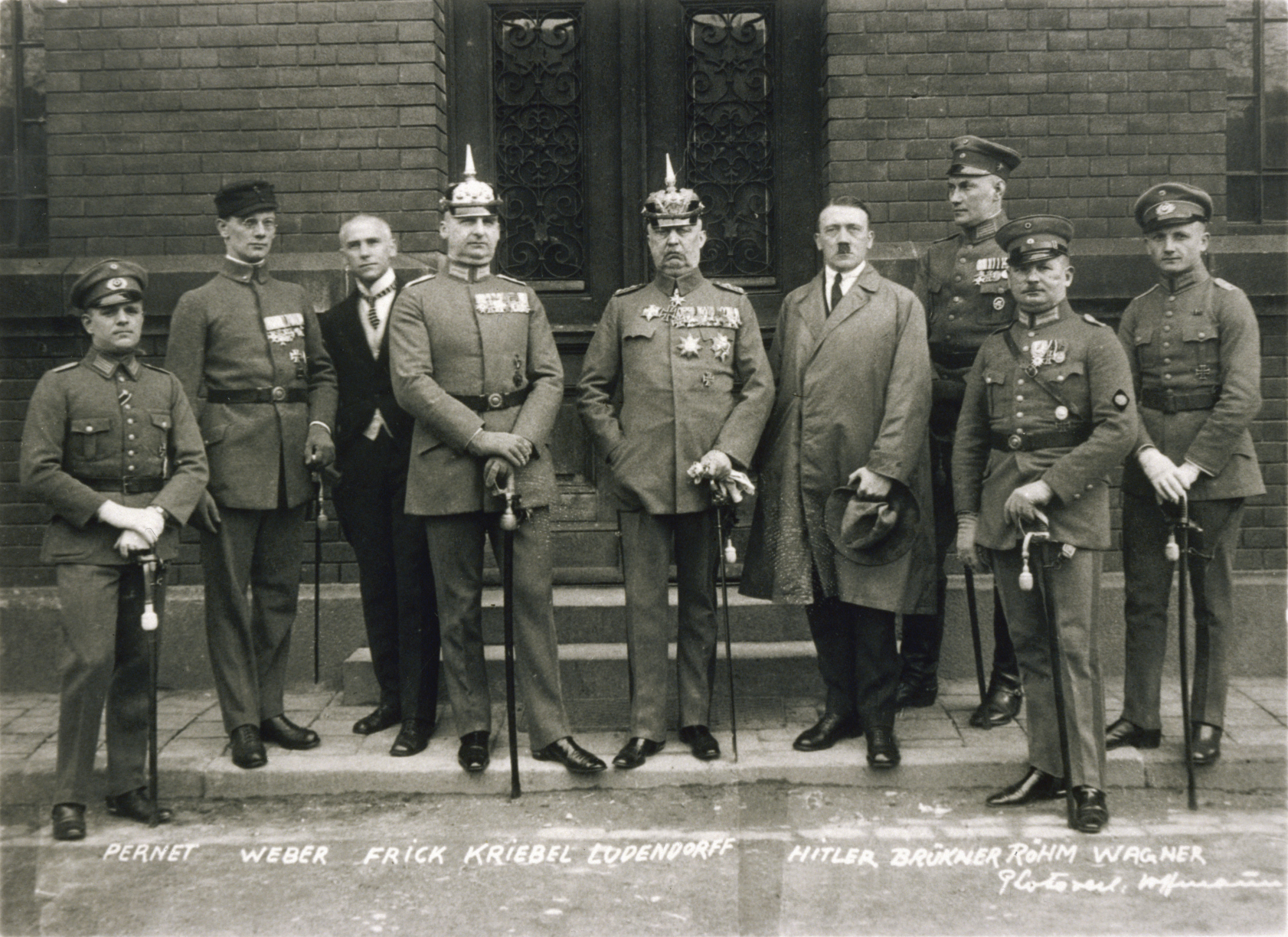
Hitler junto a los demás acusados por el Putsch de Múnich, durante el juicio.

Hitler reivindicó para sí la total responsabilidad del pronunciamiento:

No he acudido ante el tribunal para negar nada ni evitar mis responsabilidades. [...] [Este golpe] lo he llevado a cabo solo. En última instancia, soy el único que lo deseaba. Los demás acusados únicamente han colaborado conmigo al final. Estoy convencido de no haber deseado nada malo. Cargo con la responsabilidad de todas las consecuencias. Pero debo decir que no soy un criminal y que no me creo tal, todo lo contrario.

Las penas dictadas fueron muy benignas: Hitler, el jefe de policía Pöhner, Kriebel y Weber fueron condenados a cinco años de cárcel en una fortaleza, de los que se restaron los seis meses que habían pasado en prisión preventiva. Los demás acusados, entre ellos Ernst Röhm, recibieron condenas tan cortas que quedaron compensadas por el período que habían pasado encerrados preventivamente: obtuvieron la libertad condicional tras el juicio. Ludendorff fue absuelto. El tribunal justificó la clemencia argumentando que a los golpistas «los había guiado un espíritu puro de patriotismo y la voluntad más noble».. Por añadidura, Hitler evitó la deportación a Austria, prevista sin embargo en la sección 9, §2 de la ley de protección de la república que, según los jueces, no debía aplicarse a un hombre como Hitler «que piensa y siente como alemán».
Pese a que la rebaja de la pena impedía legalmente todo recorte posterior de esta, Hitler salió anticipadamente de la cárcel el 20 de diciembre de 1924, si bien siguió sin poder dar discursos públicos en la mayor parte del país hasta 1927 y sin poder residir en Prusia hasta 1928.
Tres días después del putsch, Hitler y algunos otros conspiradores fueron arrestados por cargos de traición, mientras que otros escaparon a Austria. Las oficinas del NSDAP fueron cerradas, y su periódico, el Völkischer Beobachter (El Observador del Pueblo) fue secuestrado y prohibido. Tras un juicio en el que fue tratado con cierta clemencia, cumplió sólo nueve meses de los cinco años a los que había sido condenado. La cárcel en la cual Hitler fue recluido autorizó que recibiera a visitantes casi diariamente y durante muchas horas. Durante este tiempo dictó Mein Kampf a su secretario Rudolf Hess.
Ludendorff fue absuelto. Röhm y el doctor Wilhelm Frick fueron liberados a pesar de ser hallados culpables. Göring, que había logrado huir, se hizo adicto a la morfina y a otras drogas como consecuencia de la herida de bala que sufrió en una pierna y al fuerte tratamiento que recibió.
Pero lo sustancial del fracaso del golpe fue el cambio de estrategia que motivó, al percibir Hitler la imposibilidad de conquistar el poder por la vía insurreccional en aquel momento. A partir de ese instante, se centrará en crear un partido de masas para intentar hacerse con el control de Alemania de acuerdo a la constitución, pervirtiendo en cierta medida el carácter de «antipartido» y de reacción a la política liberal clásica que el movimiento nazi había tenido en su origen. Este pragmatismo es común a los movimientos fascistas triunfantes en el período de entreguerras, ya que Mussolini también reconvirtió los iniciales Fasci di Combattimento en el Partido Nacional Fascista en 1921, poco antes de acceder al poder en Italia con el beneplácito del monarca Víctor Manuel III.

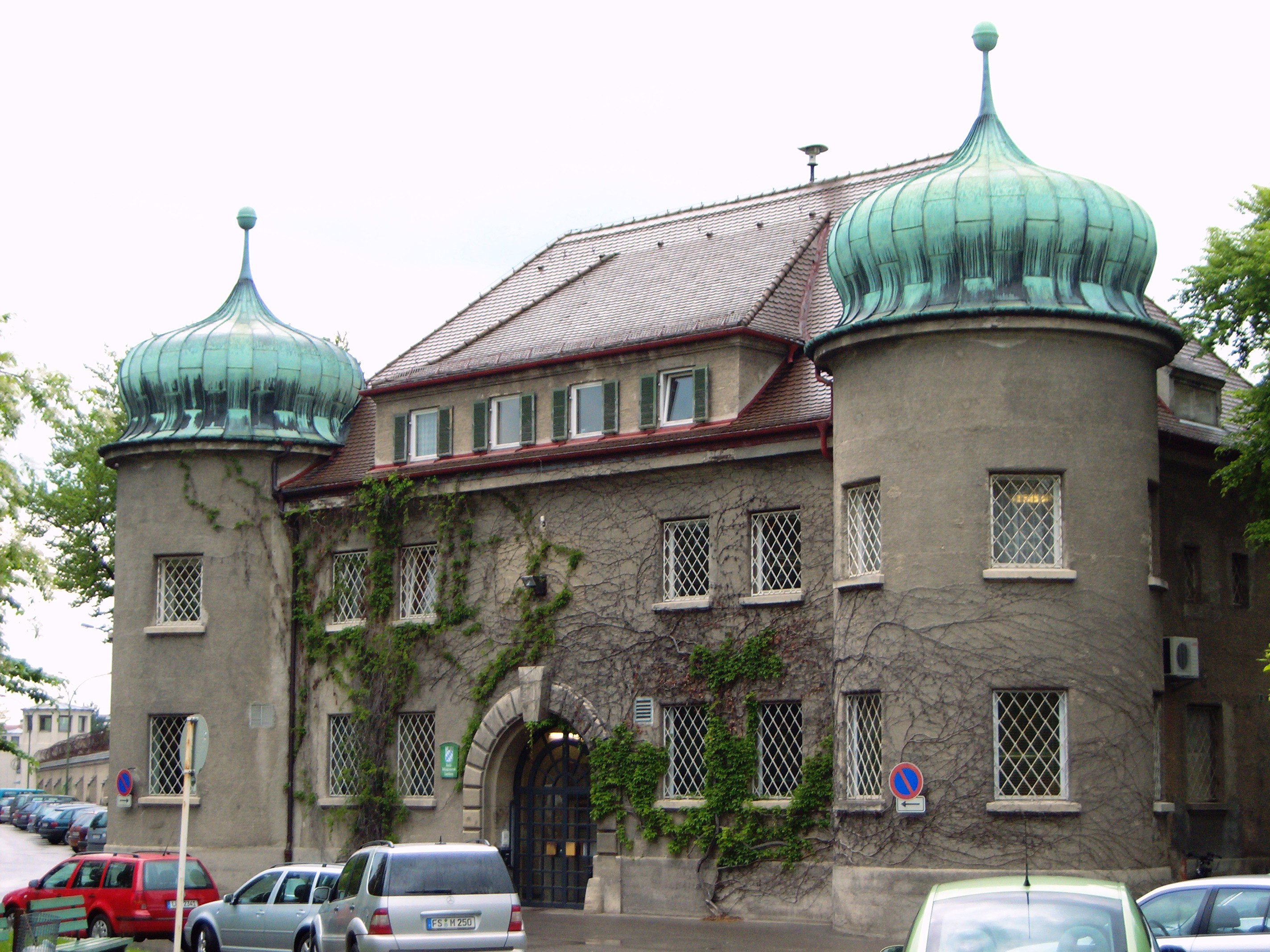
La prisión de Landsberg

## Consecuencias

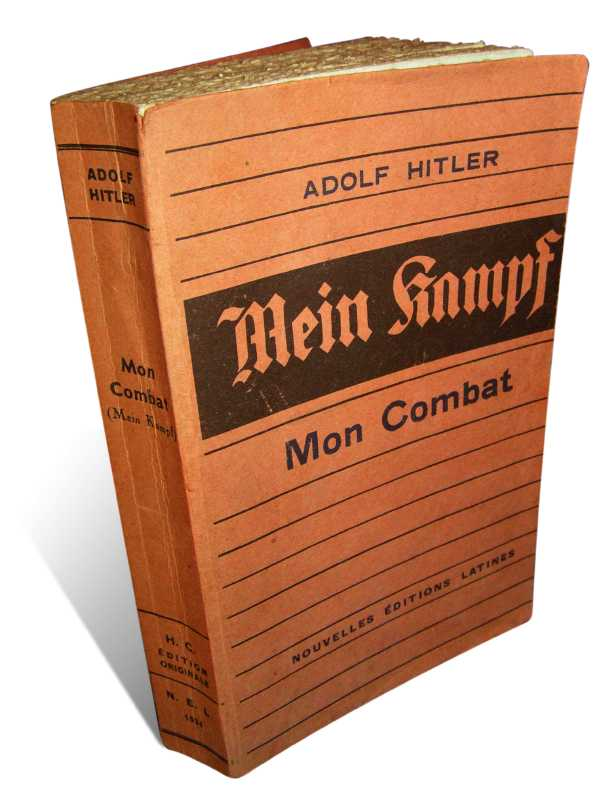
Ejemplar de Mein Kampf.

El NSDAP fue prohibido el 9 de noviembre, la interdicción se eliminó en abril de 1925 por iniciativa del ministro de Justicia Franz Gürtner. Ilegalizado, sin jefe, con una dirección interina confiada a Alfred Rosenberg, privado totalmente de autoridad, desgarrado por disensiones internas entre fracciones encabezadas en especial por Ernst Röhm y Julius Streicher, el partido sufrió una decadencia y estuvo a punto de desaparecer por completo.
Otra de las consecuencias del pronunciamiento fue el cambio de estrategia de Adolf Hitler para hacerse con el poder. Según Georges Goriely, en los años que siguieron evitó aparecer como golpista y trató de atraer a su causa a los poderes tradicionales.. Robert O. Paxton comparte la opinión: «El golpe fallido de la cervecería fue sofocado de forma tan ignominiosa por los jefes conservadores bávaros que Hitler se juró no volver a intentar hacerse con el poder por la fuerza. Esto comportaba que los nazis tendrían que respetar, aunque fuese someramente, la legalidad constitucional, si bien no abandonaron del todo la violencia, que era un elemento central de su poder de atracción, ni las alusiones a objetivos más amplios que pretendían alcanzar tras adueñarse del poder». Según lo formuló Joachim Fest: «no hay que entender [...] que Hitler estuviese dispuesto a aceptar la legalidad como barrera infranqueable, sino solamente que estaba decidido a emplear la ilegalidad al amparo de la ley».

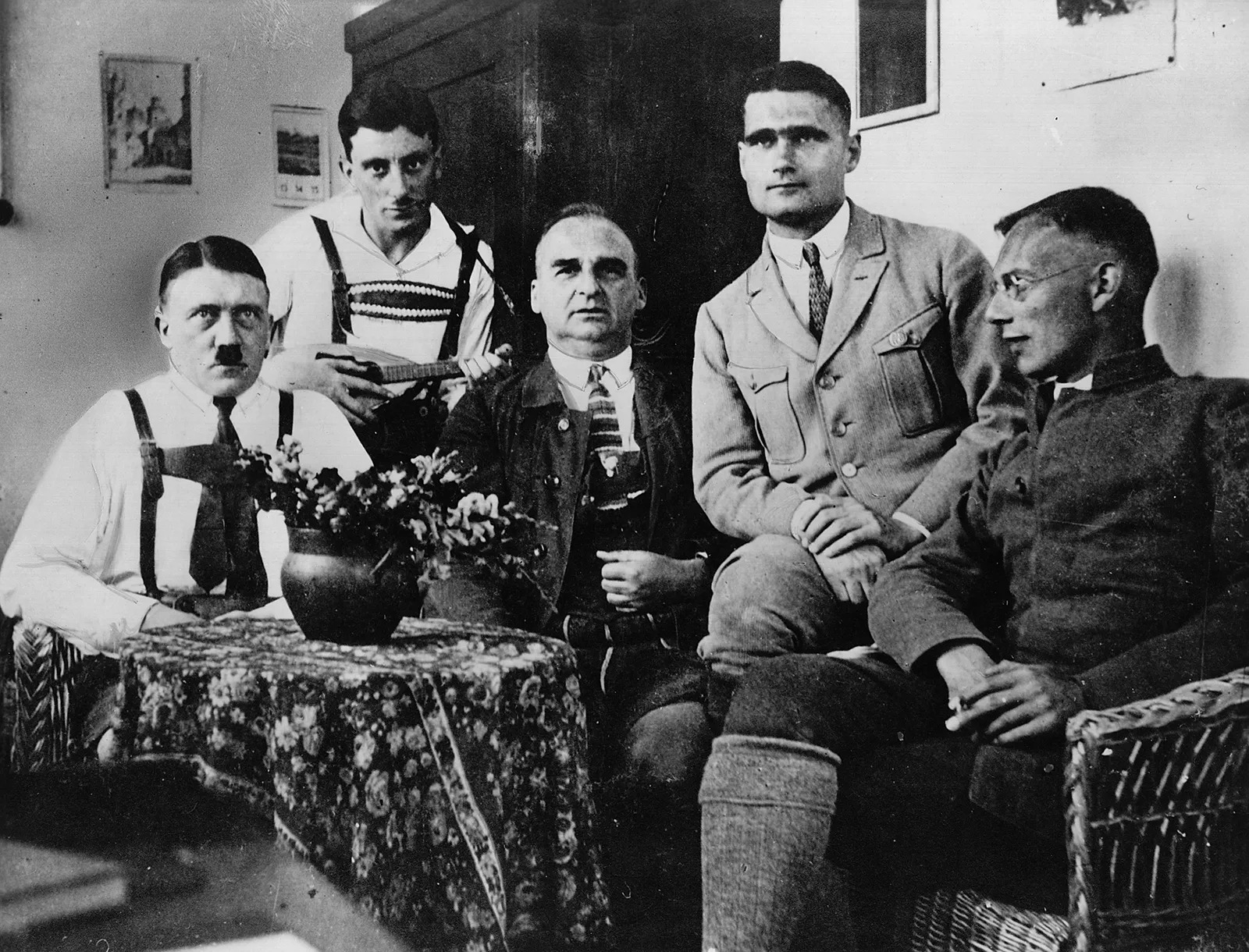
Los principales golpistas encerrados en la prisión de Landsberg en 1924. De izquierda a derecha: Adolf Hitler, Emil Maurice, Hermann Kriebel, Rudolf Hess y Friedrich Weber.

Hitler disponía de una celda amplia y amueblada en la prisión de Landsberg, en la que recibió a más de quinientos visitantes durante los nueve meses que estuvo preso. Por sugerencia de Max Amann, dictó a Emil Maurice y a Rudolf Hess su vida hasta el momento y sus opiniones en una obra que se publicó en 1925: Mein Kampf.
Según Kershaw, el año que debería haber supuesto la desaparición definitiva de Hitler de la política alemana fue por el contrario el de su triunfo absoluto en el movimiento völkisch y el del comienzo de su ascenso a la autoridad suprema. Supo aprovechar la desorganización del movimiento nacionalista para imponerse en él de forma absoluta, a la cabeza de un partido nazi remozado, mejor estructurado y cohesionado en el que nadie le hacía sombra.